# Camptothecium nuttallii
Camptothecium nuttallii là một loài Rêu trong họ Brachytheciaceae. Loài này được (Wilson) Schimp. mô tả khoa học đầu tiên năm 1853.